# Allium optimae
Allium optimae — вид рослин з родини амарилісових (Amaryllidaceae); ендемік Греції.

## Опис
Вид тісно пов'язаний з Allium pallens L.. Allium optimae має коротші листочки оцвітини й іншу форму листя — пластинка плоска, з трьома виразними гострими ребрами вздовж абаксіальної поверхні.

## Поширення
Ендемік Греції. Це локальний ендемік східного узбережжя півострова Малея.